# Essen (Oldenburg)
Essen là một đô thị ở huyện huyện Cloppenburg, trong bang Niedersachsen, nước Đức. Đô thị Essen, Cloppenburg có diện tích 97,97 km². Đô thị này nằm bên sông Hase, khoảng 5 km về phía bắc của Quakenbrück and 15 km về phía tây nam của Cloppenburg.